# Nintendo 64
Nintendo 64 (viết tắt chính thức là N64, cách điệu là NINTENDO64) là một máy chơi trò chơi điện tử tại gia do Nintendo phát triển và tiếp thị. Máy là kế thừa của Super Nintendo Entertainment System. Máy phát hành lần đầu ngày 23 tháng 6 năm 1996 ở Nhật Bản, ngày 29 tháng 9 năm 1996 ở Bắc Mỹ và ngày 1 tháng 3 năm 1997 ở Châu Âu và Úc. Đây là máy chơi trò chơi điện tử tại gia cuối cùng sử dụng băng ROM làm định dạng lưu trữ chính cho đến khi Nintendo Switch ra đời vào năm 2017. Máy thuộc thế hệ thứ năm, cạnh tranh chủ yếu với Sony PlayStation và Sega Saturn.
Quá trình phát triển máy bắt đầu từ năm 1993 với tên mã là "Project Reality". Mặc dù thiết kế đã gần như hoàn thành từ giữa năm 1995, nhưng việc ra mắt bị trì hoãn cho đến năm 1996. Máy được đặt tên theo đơn vị xử lý 64-bit. Máy ra mắt với ba trò chơi: Super Mario 64, Pilotwings 64 và Saikyō Habu Shōgi, (độc quyền cho Nhật Bản). Time vinh danh đây là hệ máy là Machine of the Year năm 1996 và năm 2015, IGN đã vinh danh đây là máy chơi trò chơi điện tử vĩ đại thứ chín mọi thời đại..Nintendo 64 đã bị ngừng sản xuất vào năm 2002 sau sự ra mắt của hệ máy kế nhiệm là GameCube. Nintendo 64 đã được giới phê bình đánh giá cao khi phát hành và vẫn là một trong những máy chơi trò chơi điện tử dễ nhận biết nhất.

## Lịch sử

### Nền tảng
Vào khoảng cuối những năm 1980, Nintendo dẫn đầu ngành công nghiệp trò chơi điện tử với Nintendo Entertainment System (NES). Mặc dù hệ máy tiếp theo của NES, Super NES (SNES), đã thành công, doanh số bán hàng đã bị ảnh hưởng bởi cuộc suy thoái của Nhật Bản. Sự cạnh tranh từ đối thủ lâu năm Sega và đối thủ mới xuất hiện là Sony, nhấn mạnh Nintendo cần phải phát triển một sản phẩm kế nhiệm cho SNES, nếu không sẽ có nguy cơ mất vị thế thống trị thị trường vào tay đối thủ. Vấn đề phức tạp hơn, Nintendo cũng phải đối mặt với phản ứng dữ dội từ các nhà phát triển bên thứ ba không hài lòng với các chính sách cấp phép nghiêm ngặt của Nintendo.

### Phát triển
—Thông cáo báo chí của SGI, ngày 23 tháng 8 năm 1993
Silicon Graphics, Inc. (SGI), một công ty hàng đầu trong lĩnh vực đồ họa và siêu máy tính, quan tâm đến việc mở rộng hoạt động kinh doanh của mình bằng cách ứng dụng công nghệ của mình vào lĩnh vực sản phẩm tiêu dùng cao hơn, bắt đầu với thị trường trò chơi điện tử. Dựa trên dòng CPU siêu máy tính và máy trạm MIPS R4000, SGI đã phát triển một CPU yêu cầu một phần nhỏ tài nguyên - chỉ tiêu thụ 0,5 watt công suất thay vì 1,5 đến 2 watt, với giá mục tiêu ước tính là 40 đô la Mỹ thay vì 80 đô la Mỹ–200 đô la Mỹ. Công ty bắt đầu nghĩ đến thị trường máy chơi trò chơi điện tử, tìm kiếm một đối tác vững chắc. Jim Clark, người sáng lập SGI, ban đầu đề xuất Tom Kalinske, CEO của Sega of America. Ứng viên tiếp theo sẽ là Nintendo.
Các chi tiết lịch sử của cuộc đàm phán sơ bộ này đã gây tranh cãi giữa hai đối thủ cạnh tranh. Tom Kalinske nói rằng ông và Joe Miller của Sega of America đã "khá ấn tượng" với nguyên mẫu của SGI, mời đội phần cứng của họ từ Nhật Bản đến, để gặp SGI. Các kỹ sư từ Sega Enterprises tuyên bố rằng đánh giá của họ về nguyên mẫu ban đầu đã phát hiện ra một số vấn đề phần cứng chưa được giải quyết và đầy thiếu sót. Những vấn đề sau đó đã được giải quyết, nhưng Sega đã quyết định phản đối thiết kế của SGI. Nintendo đã chống lại kết luận đó, cho rằng lý do thực sự cho sự lựa chọn đối tác cuối cùng của SGI là Nintendo, một đối tác kinh doanh hấp dẫn hơn Sega. Trong khi Sega yêu cầu độc quyền đối với con chip, Nintendo sẵn sàng cấp phép công nghệ trên cơ sở không độc quyền. Michael Slater, nhà xuất bản của Microprocessor Report cho biết, "Thực tế đơn thuần về mối quan hệ kinh doanh ở đó có ý nghĩa quan trọng vì khả năng thúc đẩy khối lượng phi thường của Nintendo. Nếu nó hoạt động tốt, nó có thể đưa MIPS đến mức [SGI] không bao giờ mơ tới nỗi".
Jim Clark đã gặp CEO của Nintendo là Yamauchi Hiroshi vào đầu năm 1993, bắt đầu dự án Project Reality. Vào ngày 23 tháng 8 năm 1993, hai công ty đã công bố thỏa thuận cấp phép và phát triển chung toàn cầu xung quanh Project Reality, dự đoán rằng sản phẩm cuối cùng chưa được đặt tên sẽ được "phát triển đặc biệt cho Nintendo, sẽ được công bố trong các trò chơi điện tử vào năm 1994 và sẽ có sẵn để sử dụng tại nhà vào cuối năm 1995... dưới $250".  Thông báo này trùng với chương trình quảng cáo Shoshinkai tháng 8 năm 1993 của Nintendo.

"Reality Immersion Technolog" là cái tên được SGI đưa ra, sử dụng đầu tiên trong Project Reality: CPU MIPS R4300i, Bộ xử lý thực tế MIPS và phần mềm tích hợp. Một số công nghệ và chip được cung cấp bởi NEC, Toshiba, và Sharp. SGI gần đây đã mua lại Hệ thống Máy tính MIPS (được đổi tên thành MIPS Technologies) và cả hai bên đã làm việc cùng nhau để chịu trách nhiệm cuối cùng về việc thiết kế các chip Reality Immersion Technolog dưới giám đốc kỹ thuật Jim Foran và kiến trúc sư trưởng phần cứng Tim Van Hook.

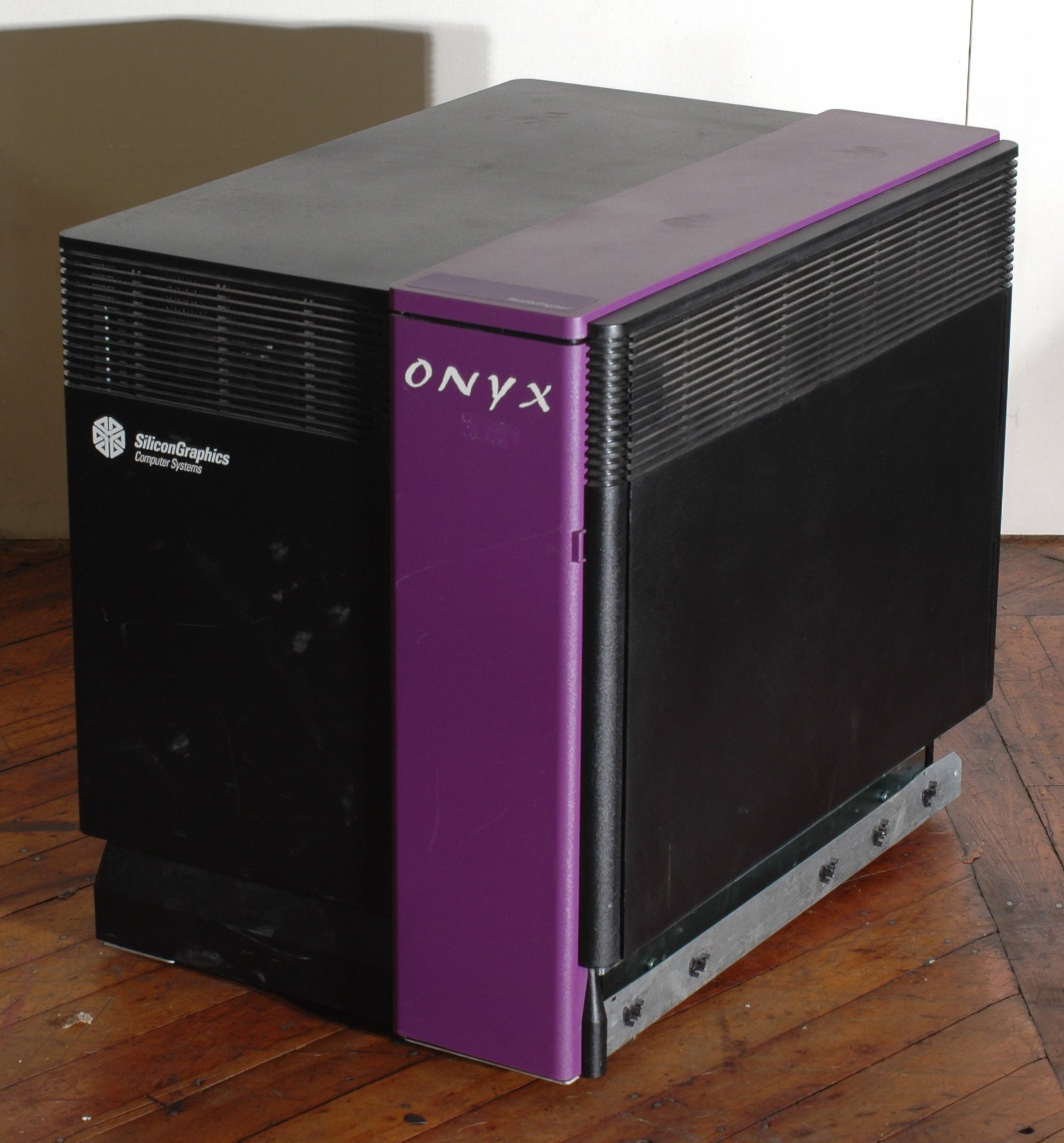
Deskside Onyx

Nền tảng phát triển trò chơi Project Reality ban đầu được phát triển và bán bởi SGI dưới dạng siêu máy tính Onyx có giá 100.000 - 250.000 đô la Mỹ. Máy tính Onyx được lắp đặt với bảng đồ họa 50.000 USD RealityEngine2 và bốn CPU 150 MHz R4400 và với các ứng dụng thực tế dự án và các API mô phỏng dựa trên Performer và OpenGL.. Nền tảng siêu máy tính đồ họa này đã đóng vai trò là thiết kế nguồn mà SGI đã giảm xuống để trở thành Công nghệ Chìm đắm thực tế cho Dự án Thực tế
Nền tảng phát triển trò chơi Project Reality ban đầu được phát triển và bán bởi SGI dưới dạng siêu máy tính Onyx có giá 100.000 đô la Mỹ–250,000 đô la Mỹ (493.601 đô la Mỹ vào năm 2022) và được nạp bằng bo mạch đồ họa RealityEngine2 và bốn CPU R4400 150 MHz trị giá 50,000 đô la Mỹ. Phần mềm của nó bao gồm ứng dụng Project Reality ban đầu và các API mô phỏng dựa trên Performer và OpenGL. Nền tảng siêu máy tính đồ họa này đã đóng vai trò là thiết kế nguồn mà SGI đã giảm xuống để trở thành Reality Immersion Technology cho Project Reality.
Nhóm Project Reality đã tạo mẫu một bộ tay cầm điều khiển trò chơi cho máy, được phát triển bằng cách sửa đổi bộ tay cầm Super NES để có cần điều khiển tương tự nguyên mẫu và bộ kích hoạt Z. Trong điều kiện giữ bí mật tối đa kể cả với phần còn lại của công ty, nhà phát triển LucasArts cho biết nhóm của ông sẽ "giấu kín bộ tay cầm điều khiển nguyên mẫu trong hộp các tông khi chúng tôi sử dụng nó. Để trả lời những câu hỏi không thể tránh khỏi về những gì chúng tôi đang làm, chúng tôi đã  đùa rằng đây là một loại tay cầm kiểu mới - một cái tô chứa chất lỏng, biết hấp thụ suy nghĩ của bạn qua đầu ngón tay. Tất nhiên, bạn phải nghĩ bằng như một người Nhật... "
Vào ngày 23 tháng 6 năm 1994, Nintendo đã công bố tên chính thức của hệ máy vẫn chưa hoàn thành này là "Ultra 64". Nhóm đầu tiên của các nhà phát triển ưu tú, được lựa chọn bởi Nintendo, và được đặt biệt danh là "Đội hình trong mơ" (Dream Team): Silicon Graphics, Inc.; Alias Research, Inc.; Software Creations; Rambus, Inc.; MultiGen, Inc.; Rare, Ltd. and Rare Coin-It Toys & Games, Inc.; WMS Industries, Inc.; Acclaim Entertainment, Inc.; Williams Entertainment, Inc.; Paradigm Simulation, Inc.; Spectrum Holobyte; DMA Design Ltd.; Angel Studios; Ocean; Time Warner Interactive; và Mindscape.
Bằng cách mua và phát triển trên nền tảng siêu máy tính đồ họa của Project Reality, Nintendo và Dream Team của họ có thể tạo mẫu trò chơi theo giao diện điều khiển ước tính của SGI, trước khi hoàn thành các thông số kỹ thuật phần cứng của máy. Khi phần cứng Ultra 64 được hoàn thành, nền tảng tạo mẫu dựa trên siêu máy tính này sau đó được thay thế bằng một bảng mô phỏng rẻ hơn và chính xác hơn để được lưu trữ trong một máy trạm SGI Indy cấp thấp vào tháng 7 năm 1995.  Ước tính hiệu suất ban đầu của SGI dựa trên nền tảng siêu máy tính cuối cùng được cho là khá chính xác với sản phẩm Ultra 64 cuối cùng, cho phép các nhà phát triển LucasArts chuyển đổi nguyên mẫu trò chơi Star Wars của họ sang phần cứng tương ứng chỉ trong ba ngày.
Bằng cách mua và phát triển trên nền tảng siêu máy tính đồ họa của Project Reality, Nintendo và Dream Team của họ có thể tạo mẫu trò chơi theo giao diện điều khiển ước tính của SGI, trước khi hoàn thành các thông số kỹ thuật phần cứng của máy. Khi phần cứng Ultra 64 được hoàn thành, nền tảng tạo mẫu dựa trên siêu máy tính này sau đó được thay thế bằng một bảng mô phỏng rẻ hơn và chính xác hơn để được lưu trữ trong một máy trạm SGI Indy cấp thấp vào tháng 7 năm 1995. Ước tính hiệu suất ban đầu của SGI dựa trên nền tảng siêu máy tính cuối cùng được cho là khá chính xác với sản phẩm Ultra 64 cuối cùng, cho phép các nhà phát triển LucasArts chuyển đổi nguyên mẫu trò chơi Star Wars của họ sang phần cứng tương ứng chỉ trong ba ngày.
Thiết kế của máy đã được tiết lộ công khai lần đầu tiên vào cuối Q2 năm 1994. Hình ảnh của máy hiển thị logo Nintendo Ultra 64 và băng ROM, nhưng không có tay cầm. Yếu tố hình thức của mẫu thử nghiệm này sẽ được giữ lai khi ra mắt. Ban đầu đã chỉ ra khả năng sử dụng đĩa CD-ROM sẽ ngày càng phổ biến, nếu các vấn đề về hiệu suất đặc hữu của máy đã được giải quyết,:77 công ty đã công bố một hệ thống dựa trên hộp băng nhanh hơn nhiều nhưng lại bị hạn chế về mặt không gian, điều này đã thúc đẩy các phân tích mở của các tạp chí trò chơi điện tử. Hệ thống này thường được tiếp thị là hệ máy chơi trò chơi điện tử 64-bit đầu tiên trên thế giới, thường là hệ máy này còn mạnh hơn các máy tính dùng để xử lý trên mặt trăng lần đầu tiên. Atari đã tuyên bố đã tạo ra hệ máy chơi trò chơi 64 bit đầu tiên với Atari Jaguar, nhưng Jaguar chỉ sử dụng kiến trúc 64 bit chung kết hợp với hai bộ xử lý RISC và một Motorola 6800016/32-bit.
Sau đó vào quý 2 năm 1994, Nintendo đã ký một thỏa thuận cấp phép với công ty mẹ của Midway, cho phép Midway phát triển và tiếp thị các trò chơi arcade với thương hiệu Ultra 64 và thành lập một công ty liên doanh có tên "Williams / Nintendo" để tiếp thị các tựa trò chơi độc quyền của Nintendo. Kết quả là hai tựa game thùng mang nhãn hiệu Ultra 64 là, Killer Instinct và Cruis'n USA. Không bắt nguồn từ nhánh Ultra 64 dựa trên máy Project Reality, nhánh arcade sử dụng CPU MIPS khác, không có Reality Coprocessor, và sử dụng chip ROM tích hợp và ổ cứng thay vì hộp băng. Killer Instinct có hình ảnh nhân vật 3D được kết xuất trước ở dạng 2D và nền phim do máy tính tạo ra được truyền trực tuyến khỏi ổ cứng và nền phim do máy tính tạo ra được truyền trực tuyến khỏi ổ cứng và hoạt ảnh khi các nhân vật di chuyển theo chiều ngang.
Trước đó, kế hoạch là phát hành hệ máy với tên gọi "Ultra Famicom" tại Nhật Bản và "Nintendo Ultra 64" ở các thị trường khác. Tin đồn được lan truyền cho rằng việc thay đổi tên có khả năng  là do bị kiện tụng bởi quyền sở hữu thương hiệu Ultra Games của Konami. Nintendo nói rằng vấn đề nhãn hiệu không phải là một yếu tố, và lý do duy nhất cho bất kỳ sự đổi tên nào là để thiết lập một thương hiệu và biểu tượng trên toàn thế giới cho máy. Tên toàn cầu mới "Nintendo 64" được đề xuất bởi nhà phát triển loạt Earthbound là Itoi Shigesato. Tiền tố cho sơ đồ đánh số mô hình cho phần cứng và phần mềm trên nền tảng Nintendo 64 là "NUS-", tham chiếu đến tên ban đầu của máy là "Nintendo Ultra Sixty-Four".

### Công bố
Máy Nintendo 64, mới được đổi tên, đã được công bố công khai dưới dạng có thể chơi được vào ngày 24 tháng 11 năm 1995, tại triển lãm thương mại Shoshinkai thường niên lần thứ 7 của Nintendo. Háo hức muốn được xem trước, "hàng đoàn học sinh Nhật Bản co ro trong cái lạnh bên ngoài... dòng điện của sự mong đợi rõ ràng đang lan tỏa khắp nơi". Tạp chỉ Game Zero đã phổ biến những bức ảnh về sự kiện này hai ngày sau đó. Tin tức chính thức của Nintendo được đưa ra sau đó thông qua trang web Nintendo Power và báo in.
Máy ban đầu dự kiến sẽ được phát hành vào dịp Giáng sinh năm 1995. Vào tháng 5 năm 1995, Nintendo trì hoãn bản phát hành đến tháng 4 năm 1996. Người tiêu dùng dự đoán một bản phát hành của Nintendo vào năm sau với giá thấp hơn đối thủ đã làm giảm doanh số của các hệ máy cạnh tranh của Sega và Sony trong mùa mua sắm Giáng sinh quan trọng.:24 Biên tập viên của Electronic Gaming Monthly là Ed Semrad hậm chí còn đề xuất rằng Nintendo có thể đã công bố ngày phát hành tháng 4 năm 1996 với ý tưởng này, biết trước rằng hệ máy sẽ không sẵn sàng trước ngày đó.
Giải thích về sự chậm trễ, Nintendo tuyên bố cần thêm thời gian cho phần mềm Nintendo 64 để hoàn thiện, và cho các nhà phát triển bên thứ ba để sản xuất trò chơi. Adrian Sfarti, cựu kỹ sư của SGI, cho rằng sự chậm trễ đối với các vấn đề về phần cứng; là do các chip tỏ ra kém hiệu quả trong bản thử nghiệm và đã được thiết kế lại. INăm 1996, bộ công cụ phát triển phần mềm của Nintendo 64 được thiết kế lại hoàn toàn như hệ thống Partner-N64 dựa trên Windows, bởi Kyoto Microcomputer, Co. Ltd, Nhật Bản.
Ngày phát hành của Nintendo 64 sau đó lại bị trì hoãn, đến ngày 23 tháng 6 năm 1996. Nintendo cho biết lý do của sự trì hoãn mới nhất này, và đặc biệt là việc hủy bỏ kế hoạch phát hành máy ở tất cả các thị trường trên toàn thế giới đồng thời, là các nghiên cứu tiếp thị của công ty hiện đã chỉ ra rằng họ sẽ không thể sản xuất đủ máy để đáp ứng nhu cầu vào tháng 4 năm 1996, có khả năng khiến các nhà bán lẻ tức giận giống như cách mà Sega đã làm với sự ra mắt sớm bất ngờ của Saturn ở Bắc Mỹ và Châu Âu
Để ngăn chặn khả năng các game thủ sẽ mất kiên nhẫn với việc chờ đợi Nintendo 64 và mua một trong một các hệ máy cạnh tranh đã có trên thị trường, Nintendo đã chạy quảng cáo cho hệ máy này trước ngày phát hành đã công bố, với các khẩu hiệu như "Chờ nó... " và "Nó có đáng để chờ đợi không? Chỉ khi bạn muốn điều tốt nhất! "

### Phát hành
Popular Electronics gọi đây là "khoảnh khắc hồi hộp được mong đợi nhất đời". Vài tháng trước khi ra mắt, GamePro báo cáo rằng nhiều game thủ, bao gồm phần lớn nhân viên biên tập của họ, ủng hộ Nintendo 64 còn hơn cả Saturn và PlayStation.
Máy được phát hành lần đầu tiên tại Nhật Bản vào ngày 23 tháng 6 năm 1996. Mặc dù lô hàng ban đầu 300.000 chiếc được bán sạch trong ngày đầu tiên, Nintendo đã tránh lặp lại sai lầm như khi phát hành Super Famicom, một phần bằng cách sử dụng mạng lưới bán lẻ rộng hơn: cửa hàng tiện lợi. 200.000 sản phẩm còn lại của đợt sản xuất đầu tiên được tung ra vào ngày 26 tháng 6 và ngày 30 tháng 6, hầu như tất cả đều được đặt trước. Trong những tháng khi ra mắt ở Nhật Bản và Bắc Mỹ, Nintendo 64 thấy doanh số bán hàng trên thị trường Mỹ bị đóng băng, do các cửa hàng nhập khẩu tính phí vận chuyển lên đến $ 699. Nintendo 64 lần đầu tiên được bán ở Bắc Mỹ vào ngày 26 tháng 9 năm 1996, mặc dù đã được quảng cáo là ngày 29. Phát hành chỉ với hai trò chơi ở Mỹ, Pilotwings 64 và Super Mario 64; Cruis'n USA đã bị rút tên chưa đầy một tháng trước khi ra mắt vì không đáp ứng tiêu chuẩn chất lượng của Nintendo. Năm 1994, trước khi ra mắt, Chủ tịch Nintendo của Mỹ, Howard Lincoln, nhấn mạnh chất lượng trò chơi của bên thứ nhất: "... chúng tôi tin rằng chỉ một ít trò chơi hay ho khi ra mắt còn quan trọng hơn các nhiều trò có vẻ hay lại được kết hợp mấy trò dở ".:77 Phiên bản PAL được phát hành ở châu Âu vào ngày 1 tháng 3 năm 1997. Theo đại diện Nintendo of America Nintendo đã lên kế hoạch ra mắt đồng thời ở Nhật Bản, Bắc Mỹ và châu Âu, nhưng các nghiên cứu thị trường cho thấy nhu cầu trên toàn thế giới vượt quá số lượng cung, dẫn đến sự thất vọng của người tiêu dùng và nhà bán lẻ.
Ban đầu dự định có giá  250 đô la Mỹ, cuối cùng được tung ra ở mức 199,99 đô la Mỹ để cạnh tranh với Sony và Sega, vì cả Saturn và PlayStation đã được giảm xuống còn $199,99 vào đầu mùa hè đó. Nintendo định giá hệ máy này như một sự thúc đẩy mua hàng, một chiến lược từ ngành công nghiệp đồ chơi. Giá của máy tại Mỹ tiếp tục giảm trong tháng 8 năm 1998.

#### Tiếp thị
Màn ra mắt tại Bắc Mỹ của Nintendo 64 được hỗ trợ bởi chiến dịch tiếp thị trị giá 54 triệu đô la của Leo Burnett Worldwide (có nghĩa là hơn 100 đô la tiếp thị cho mỗi máy Bắc Mỹ được sản xuất tính đến thời điểm đó). Trong khi Saturn và PlayStation đều đặt thanh thiếu niên và người lớn làm đối tượng mục tiêu của họ, đối tượng mục tiêu của Nintendo 64 là thanh thiếu niên
Để thúc đẩy doanh số bán hàng trong mùa Giáng sinh, Nintendo và General Mills cùng nhau hợp tác trong một chiến dịch quảng cáo xuất hiện vào đầu năm 1999. Quảng cáo của Saatchi và Saatchi, New York bắt đầu vào ngày 25 tháng 1 và khuyến khích trẻ em mua kẹo dẻo dạng cuộn "Fruit by the Foot" để biết các mẹo trong Nintendo 64. Chín mươi mẹo đã được in ra, với ba biến thể của mỗi ba mươi mẹo.
Nintendo đã quảng cáo loạt thiết bị ngoại vi Funtastic với một chiến dịch truyền hình và in ấn trị giá 10 triệu đô la từ ngày 28 tháng 2 đến ngày 30 tháng 4 năm 2000. Leo Burnett Worldwide vẫn phụ trách.

## Phần cứng

### Thông số kỹ thuật
| VR4300 CPU | 2-chip RDRAM       | 64-bit "Reality Coprocessor" |
| VR4300 CPU | 2-chip RDRAM       | 64-bit "Reality Coprocessor" |
| RCP        | Main motherboard   | Main motherboard             |
| NEC VR4300 | Motherboard (dưới) | Motherboard (trên)           |

Đơn vị xử lý trung tâm (CPU) của Nintendo 64 là NEC VR4300 ở tốc độ 93,75 MHz. Popular Electronics cho biết nó có sức mạnh tương tự như bộ vi xử lý Pentium trong máy tính để bàn. Ngoại trừ bus hệ thống 32 bit hẹp hơn, VR4300 vẫn giữ được khả năng tính toán của MIPS R4300i 64 bit mạnh mẽ hơn, mặc dù phần mềm hiếm khi tận dụng các hoạt động chính xác dữ liệu 64 bit. Trò chơi của Nintendo 64 thường hoạt động ở chế độ dữ liệu 32-bit nhanh hơn và nhỏ gọn hơn, vì chúng đủ sức cung cấp các dữ liệu đồ họa 3D cho bộ phận RSP (Reality Signal Processor) của máy. Ngoài ra, mã 32-bit thực thi nhanh hơn và yêu cầu ít dung lượng lưu trữ hơn (quá đắt đỏ so với băng Nintendo 64).
Về bộ nhớ RAM bộ nhớ truy cập ngẫu nhiên hoặc RAM, Nintendo 64 là một trong những hệ máy hiện đại đầu tiên triển khai hệ thống bộ nhớ con thống nhất, thay vì có các bộ nhớ riêng biệt cho CPU, âm thanh và video, ví dụ: Bản thân bộ nhớ bao gồm 4 megabyte Rambus RDRAM, có thể mở rộng thành 8 MB với Expansion Pak. Rambus là khá mới vào thời điểm đó và cung cấp cho Nintendo một số lượng lớn băng thông với chi phí tương đối thấp.
Âm thanh có thể được xử lý bởi Reality Coprocessor hoặc CPU và được xuất ra DAC với tốc độ mẫu tối đa 48.0 kHz.
Máy cho phép xuất hình ảnh ở hai định dạng: hình ảnh tổng hợp  và S-Video. Cáp composite và S-Video giống như cáp được sử dụng với hệ máy SNES trước đó và sau đó GameCube.
Nintendo 64 hỗ trợ  16.8 million colors. Có thể hiển thị độ phân giải từ 320 × 240 lên đến 640 × 480 pixel. Hầu hết các trò chơi sử dụng chế độ phân giải cao hơn 640 x 480 của máy đều yêu cầu sử dụng Expansion Pak nâng cấp RAM; có một số thì không cần, như loạt NFL Quarterback Club của Acclaim và Madden thế hệ thứ 2, FIFA, Supercross, và NHL của EA Sport. Phần lớn các trò chơi sử dụng chế độ độ phân giải thấp 320 × 240. Nhiều trò chơi hỗ trợ tỷ lệ hiển thị video lên đến 16:9 bằng cách sử dụng màn hình rộng anamorphic hoặc letterboxing.

### Bộ điều khiển
Thiết kế bộ điều khiển Nintendo 64 là theo hình chữ "M" và có 10 nút, một cần điều khiển và một phím định hướng.
Nintendo 64 là một trong những máy chơi game đầu tiên có bốn cổng để gắn bộ điều khiển. Theo Miyamoto Shigeru, Nintendo đã chọn có bốn cổng vì Nintendo 64 là máy chơi game đầu tiên của công ty có thể xử lý màn hình chia bốn người chơi mà không bị chậm.

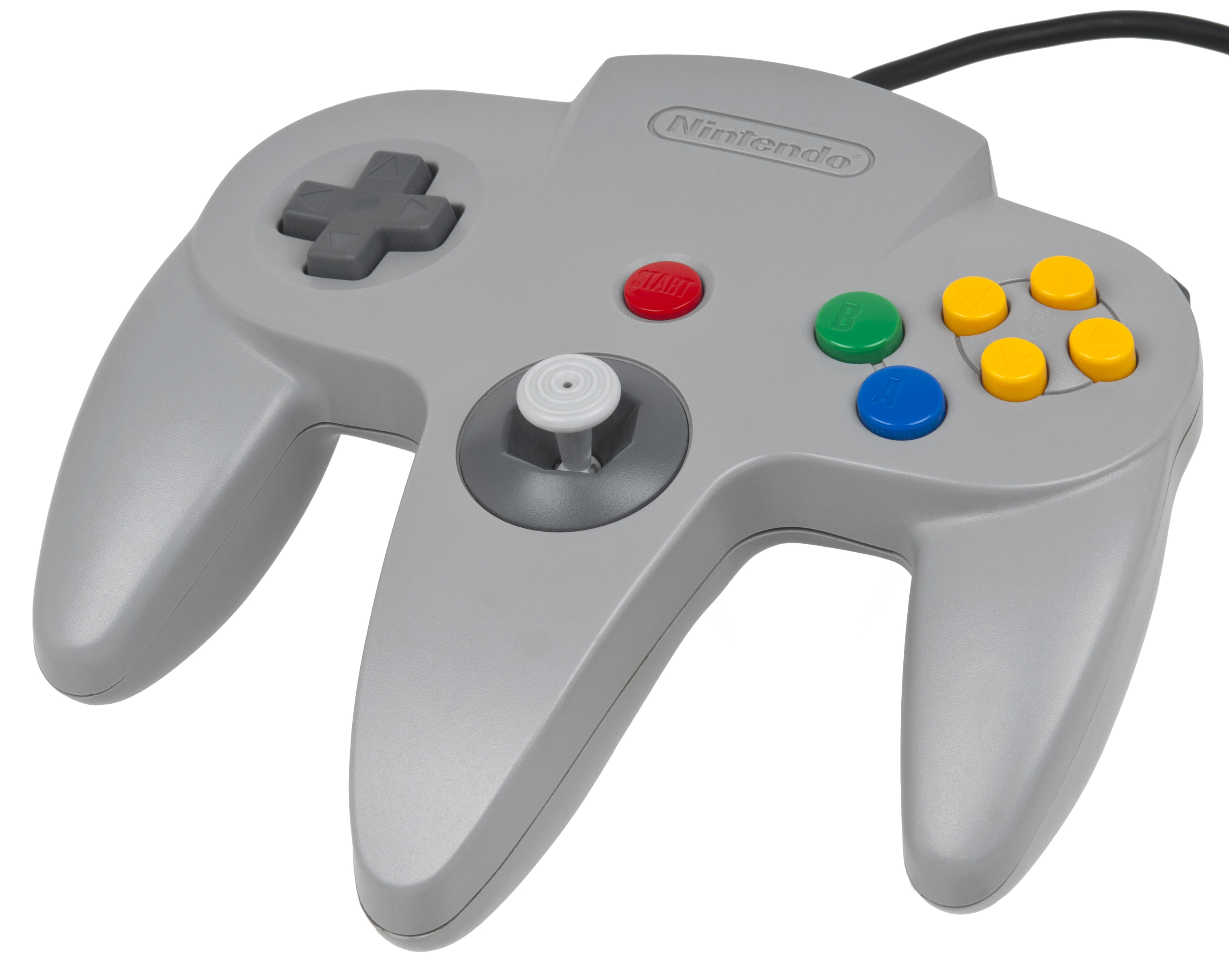
Bộ điều khiển Nintendo 64 màu xám

### Băng trò chơi

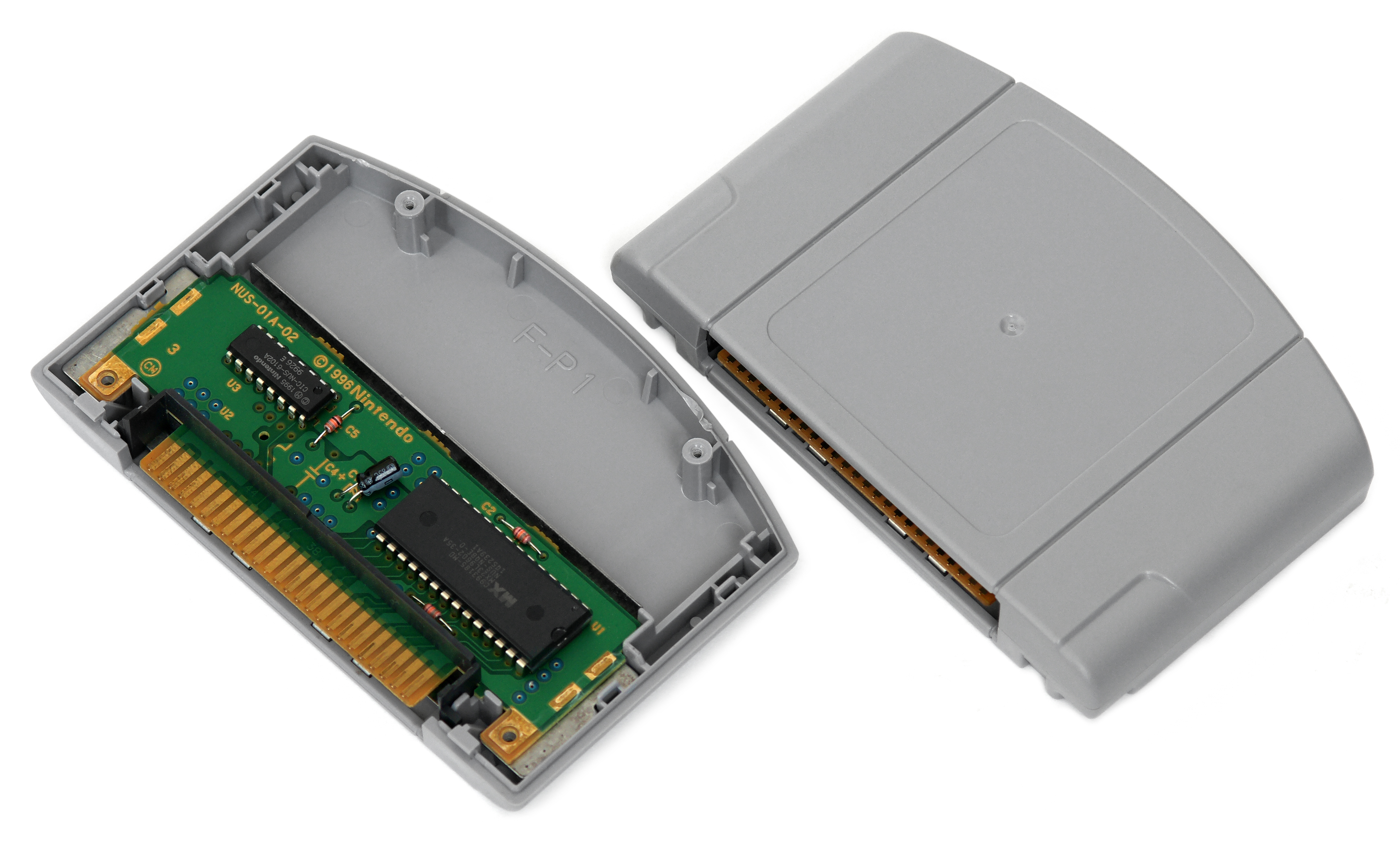
Game Pak N64 khi đóng và mở

Game Nintendo 64 dựa trên băng ROM. Kích thước băng thay đổi từ 4 đến 64 MB. Nhiều băng có khả năng lưu trò chơi trong bộ nhớ.

Nintendo đưa ra một số lợi thế khi cho Nintendo 64 sử dụng băng. Chủ yếu là thời gian tải rất nhanh của băng ROM so với các trò chơi dựa trên đĩa. Trong khi màn hình tải xuất hiện trong nhiều trò chơi PlayStation, chúng rất hiếm khi xuất hiện trong trò chơi Nintendo 64. Mặc dù dễ bị tổn thương về lâu dài do môi trường xung quanh nhưng hộp băng có khả năng chống lại các hư hỏng vật lý cao hơn nhiều so với đĩa compact. Nintendo cũng trích dẫn thực tế rằng hộp băng khó bị vi phạm bản quyền hơn đĩa CD, do đó chống lại vi phạm bản quyền, mặc dù về phía Nintendo, chi phí làm tỷ suất lợi nhuận giảm. Các thiết bị N64 trái phép cho PC sau này đã được phát triển, nhưng các thiết bị này rất hiếm, khi so sánh với ổ CD thông thường được sử dụng trên PlayStation bị vi phạm bản quyền phổ biến.
Factor 5, Bringing Indy to N64 tại IGN
Mặt khác, quá trình sản xuất băng mất nhiều thời gian hơn đĩa CD, với mỗi lần sản xuất (từ khi đặt hàng đến khi giao hàng) mất hai tuần hoặc hơn. Điều này có nghĩa là các nhà xuất bản trò chơi Nintendo 64 phải cố gắng dự đoán nhu cầu cho một trò chơi trước khi phát hành. Họ có nguy cơ bị thừa hộp băng đắt tiền cho một trò chơi thất bại hoặc thiếu sản phẩm kéo dài hàng tuần nếu họ đánh giá thấp mức độ phổ biến của trò chơi. Chi phí sản xuất một băng Nintendo 64 cũng cao hơn nhiều so với một đĩa CD. Các nhà xuất bản đã chuyển những chi phí này cho người tiêu dùng. Các trò chơi Nintendo 64 có giá trung bình cao hơn 10 đô la khi so sánh với các trò chơi được sản xuất cho các máy của đối thủ. Chi phí cao hơn cũng tạo ra khả năng thiệt hại lớn hơn nhiều cho nhà phát hành trò chơi trong trường hợp thất bại, khiến đĩa CD ít rủi ro hơn trở thành phương tiện hấp dẫn đối với các công ty bên thứ ba. Một số công ty bên thứ ba cũng phàn nàn rằng họ gặp bất lợi, không công bằng, trước các nhà phát triển bên thứ nhất của Nintendo khi xuất bản trò chơi cho Nintendo 64, vì Nintendo sở hữu nhà máy sản xuất, nơi sản xuất băng cho máy của họ, và do đó có thể bán trò chơi của bên thứ nhất với giá thấp hơn giá bán.
Khi trò chơi thế hệ thứ năm trở nên phức tạp hơn về nội dung, âm thanh và đồ họa, trò chơi bắt đầu vượt quá giới hạn dung lượng lưu trữ của hộp băng. Các băng Nintendo 64 có tối đa 64 MB dữ liệu. trong khi đĩa CD có dung lượng 650 MB. Los Angeles Times ban đầu bảo vệ các khuyến khích kiểm soát chất lượng liên quan đến việc các hãng phải làm việc với dung lượng hạn chế trên hộp băng, trích dẫn quan điểm của Nintendo, các nhà phát triển trò chơi hộp băng có xu hướng "đánh giá quá cao chất lượng flash" và lưu ý rằng các game ra mắt "phân cảnh live-action kém chất lượng hoặc âm nhạc nửa vời" xu hướng thường gặp trên các trò chơi CD-ROM. Tuy nhiên, hạn chế của hộp băng đã trở nên rõ ràng với phần mềm được chuyển từ các hệ máy khác, vì vậy các phiên bản Nintendo 64 của trò chơi đa nền tảng đã phải bị cắt bớt hoặc thiết kế lại cho phù hợp với giới hạn lưu trữ của băng. Ví dụ: điều này có nghĩa là trò chơi sẽ có ít kết cấu hơn và/hoặc các bản nhạc ngắn hơn, trong khi video chuyển động đầy đủ không thể sử dụng trong các đoạn cắt cảnh, trừ khi bị nén thật nhiều và có độ dài rất ngắn.
Các hệ máy cạnh tranh trong thời đại của Sony và Sega (PlayStation và Saturn, tương ứng) đã sử dụng đĩa CD-ROM để lưu trữ trò chơi của họ. Do đó, các nhà phát triển trò chơi đã từng hỗ trợ máy chơi game Nintendo truyền thống giờ đang phát triển trò chơi cho cuộc thi. Một số nhà phát triển bên thứ ba, chẳng hạn như Square và Enix, chủ thương hiệu Final Fantasy VII và Dragon Warrior VII ban đầu được lên kế hoạch cho Nintendo 64, đã chuyển sang PlayStation, với lý do không đủ dung lượng lưu trữ của hộp băng N64. Một số vẫn phát hành ít game cho Nintendo 64 hơn; Konami đã phát hành năm mươi trò chơi PlayStation, nhưng chỉ có hai mươi chín trò chơi cho Nintendo 64. Các game Nintendo 64 mới không ra mắt thường xuyên trong khi PlayStation thì ngược lại.
Sony và Sega (PlayStation và Saturn, tương ứng) đã sử dụng đĩa CD-ROM để lưu trữ các trò chơi của họ. Kết quả là chỉ có các nhà phát triển trò chơi truyền thống hỗ trợ Nintendo. Một số nhà phát triển bên thứ ba, chẳng hạn như Square và Enix, có Final Fantasy VII và Dragon Warrior VII, đáng lẽ ban đầu được lên kế hoạch cho Nintendo 64 thì lại chuyển sang PlayStation, vì cho rằng dung lượng lưu trữ của hộp băng N64 không đủ chứa. Một số hãng còn lại cũng phát hành ít trò chơi hơn cho Nintendo 64; Konami phát hành năm mươi trò chơi PlayStation, nhưng chỉ mười ba cho Nintendo 64. Tốc độ phát hành trò chơi mới của Nintendo 64 chậm hơn so với PlayStation.
Thông qua những khó khăn với các bên thứ ba, Nintendo 64 hỗ trợ các trò chơi phổ biến như GoldenEye 007. Ngoài ra, quyền sở hữu của bên thứ nhất của Nintendokhá mạnh  , chẳng hạn như  Mario, có sức hấp dẫn thương hiệu mạnh. Các bên thứ hai của Nintendo, chẳng hạn như Rare, cũng giúp sức.
Lựa chọn gây tranh cãi của Nintendo về việc dùng băng cho Nintendo 64 đã bị coi là một yếu tố chính khiến Nintendo mất vị trí thống lĩnh trong thị trường. Băng ROM bị hạn chế bởi dung lượng nhỏ và chi phí sản xuất cao, so với định dạng đĩa compact mà các đối thủ cạnh tranh chính đang sử dụng. Một số ưu điểm của băng khiến các nhà phát triển khó thể hiện đòi hỏi các giải pháp sáng tạo, và xuất hiện khá muộn. Một trong những nhược điểm kỹ thuật khác là bộ đệm kết cấu có kích thước hạn chế, buộc các kết cấu bị hạn chế và giảm độ sâu đối với màu sắc, xuất hiện các bề mặt bị kéo căng trong trò chơi. Một số nhà xuất bản bên thứ ba hỗ trợ máy cho Nintendo đã giảm sản lượng của họ hoặc ngừng sản xuất; các trò chơi thành công nhất của Nintendo 64 đến từ các xưởng của bên thứ nhất hoặc bên thứ hai.

### Các biến thể màu

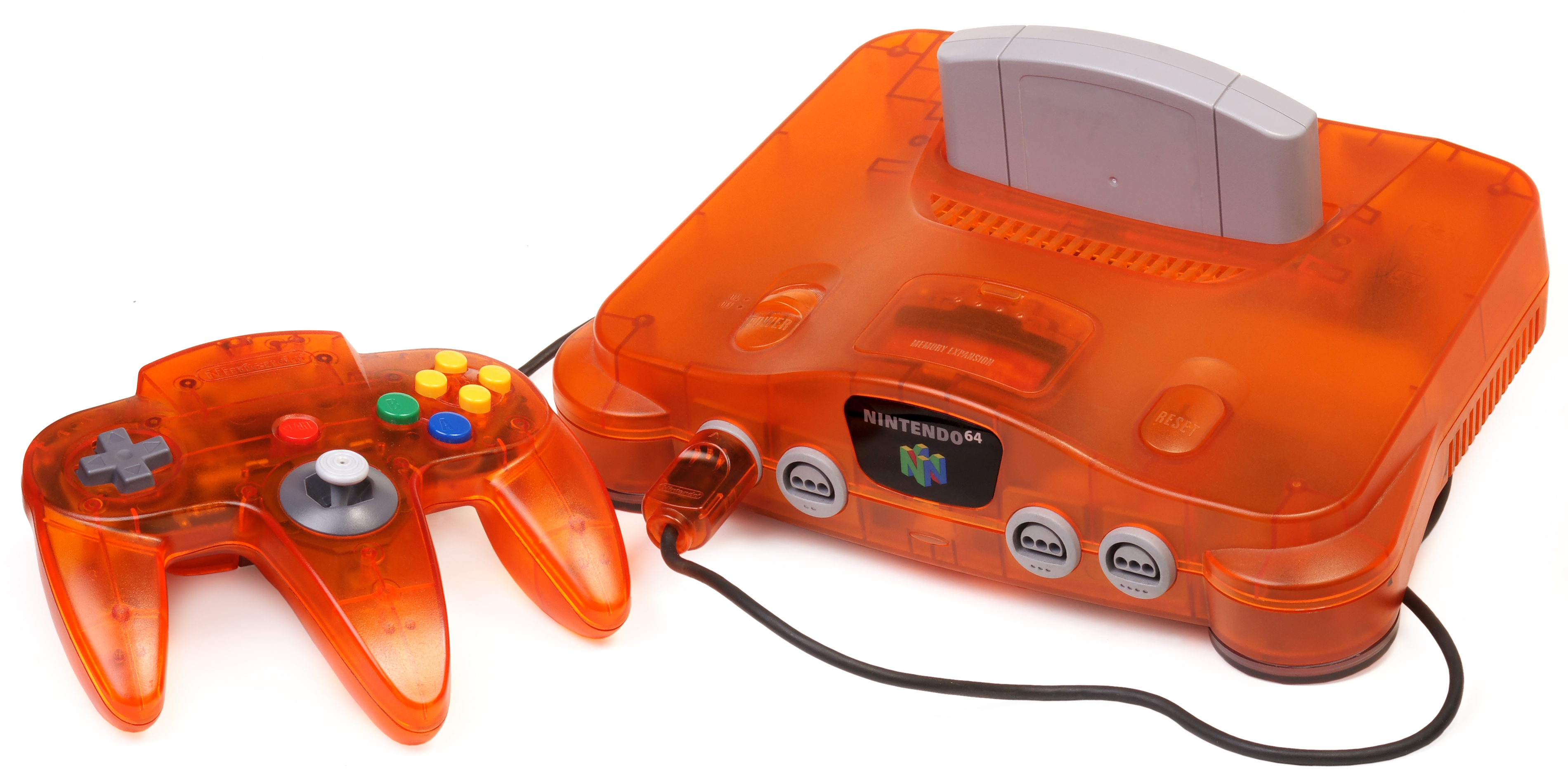
Máy và tay cầm Nintendo 64 màu Fire-Orange

Nintendo 64 có nhiều biến thể màu. Nintendo 64 bản tiêu chuẩn có màu xám đen, gần như đen, và tay cầm điều khiển có màu xám nhạt (các bản phát hành sau ở Mỹ và Úc có thêm tay cầm thứ hai màu Atomic Purple). Các màu sắc khác nhau và nhiều phiên bản đặc biệt đều đã được phát hành.
Hầu hết các băng Nintendo 64 đều có màu xám, nhưng cũng có một số có màu. Mười bốn game có hộp băng đen và các màu khác (như vàng, xanh, đỏ, vàng và xanh lá cây) được sử dụng cho sáu trò chơi hoặc ít hơn. Một số trò chơi, chẳng hạn như The Legend of Zelda: Ocarina of Time, phát hành ở cả hai màu: xám tiêu chuẩn và có màu, cũng như phiên bản giới hạn màu.

### Đặc điểm lập trình
Các đặc điểm lập trình của Nintendo 64 đưa ra những thách thức độc đáo, với những lợi thế tiềm năng riêng biệt.  The Economist mô tả chương trình hiệu quả cho Nintendo 64 là "phức tạp kinh khủng". Giống như nhiều máy chơi trò chơi điện tử khác và các loại hệ thống nhúng khác, khả năng tối ưu hóa kiến trúc của Nintendo 64 được thể hiện rất rõ, do sự kết hợp giữa sự giám sát của các nhà thiết kế phần cứng, những hạn chế về công nghệ 3D thời đó và khả năng sản xuất.
Khi Nintendo 64 sắp hết vòng đời, giám đốc phát triển phần cứng Takeda Genyo liên tục nhắc đến những thách thức lập trình bằng từ hansei (tiếng Nhật: 反省 "phản ứng sự hối tiếc"). Nhìn lại quá khứ, Takeda cho biết "Khi chúng tôi sản xuất Nintendo 64, chúng tôi nghĩ rằng điều hợp lý là nếu bạn muốn tạo ra các trò chơi nâng cao, thì về mặt kỹ thuật sẽ khó hơn. Chúng tôi đã sai. Giờ chúng tôi hiểu rằng tốc độ xử lý mới là vấn đề quan trọng, không phải chỉ là màn chớp nhoáng nhất thời của công suất đỉnh cao".

### Khóa khu vực
Ban đầu Nintendo tuyên bố các máy Nintendo 64 dành cho mỗi khu vực sử dụng thiết kế phần cứng về cơ bản giống hệt nhau, các chip khóa theo khu vực sẽ ngăn cản điều đó khiến cho không thể chơi các game từ khu vực khác. Tuy nhiên, sau khi ra mắt ở Bắc Mỹ, họ thừa nhận rằng các hộp băng không chứa các chip như vậy và việc khóa khu vực được thực thi bằng các cạnh ở mặt sau của hộp băng.

## Trò chơi
Tổng cộng có 393 trò chơi được phát hành cho máy, mặc dù có một số trò chơi được bán độc quyền tại Nhật Bản. Để so sánh, đối thủ PlayStation và Sega Saturn nhận được khoảng 1.100 và 600 trò chơi tương ứng, trong khi các máy chơi trò chơi điện tử trước của Nintendo như NES và SNES có 768 và 725 game được phát hành tại Mỹ. Tuy nhiên, thư viện trò chơi Nintendo 64 bao gồm một số lượng lớn các trò chơi được đánh giá cao và bán rộng rãi. Theo báo cáo của TRSTS, ba trong số năm trò chơi bán chạy nhất hàng đầu tại Mỹ trong tháng 12 năm 1996 là trò Nintendo 64 (cả hai trò còn lại đều là Super NES). Super Mario 64 là trò chơi bán chạy nhất của thế hệ, với 11 triệu bản được bán ra sau khi đánh bại Gran Turismo của PlayStation (10.85 triệu) và Final Fantasy VII (với 9.72 triệu). Game cũng nhận được nhiều lời khen ngợi từ các nhà phê bình và giúp tiên phong trong các chương trình ba chiều. GoldenEye 007 đóng vai trò rất quan trọng trong sự phát triển của trò chơi bắn súng góc nhìn thứ nhất, và được mệnh danh là một trong những trò chơi vĩ đại nhất trong thể loại này. The Legend of Zelda: Ocarina of Time đặt ra tiêu chuẩn mới cho các trò chơi phiêu lưu hành động 3D  trong tương lai, và được nhiều người coi là một trong những trò chơi tuyệt vời nhất từng được thực hiện. Xu hướng này theo chiến lược của Yamauchi Hiroshi, được công bố trong bản phát hành của Nintendo 64 vào tháng 11 năm 1995, rằng Nintendo hạn chế số lượng tựa trò chơi được sản xuất cho Nintendo 64, để các nhà phát triển tập trung phát triển trò chơi theo tiêu chuẩn cao hơn, thay vì cố gắng vượt qua các đối thủ bằng số lượng.

### Đồ họa
Nintendo 64 yêu cầu đồ họa cao nhất sẽ dựa trên các băng 32 hoặc 64 MB, tiên tiến nhất và chi tiết nhất của thế hệ 32 bit/64 bit. Nhằm tối đa hóa việc sử dụng, các nhà phát triển phần cứng Nintendo 64 đã phải tạo mã microcode tùy chỉnh của riêng họ. Trò chơi Nintendo 64 chạy trên mã micro tùy chỉnh được hưởng lợi từ số lượng đa giác cao hơn nhiều, song song với nhiều ánh sáng, hoạt hình, vật lý và AI tiên tiến hơn so với 32 bit. Đỉnh cao của thế hệ này là Conker's Bad Fur Day, game kết hợp ánh sáng thời gian thực nhiều màu, chiếu sáng từng khu vực và họa tiết chi tiết từng khuôn mặt. Chip đồ họa của Nintendo 64 có khả năng thực hiện nhiều kỹ thuật dựng hình phức tạp và tiên tiến hơn so với các đối thủ cạnh tranh. Đây là máy chơi game đầu tiên có tính năng lọc ba tuyến, đem lại kết cấu hình ảnh mượt mà. Điều này trái ngược với Saturn và PlayStation, sử dụng những gì dễ làm nhất và tạo ra nhiều kết cấu pixelated hơn. Nhìn chung, đánh giá về băng Nintendo vẫn là hỗn hợp và điều này chủ yếu dựa vào phương tiện lưu trữ của nó. 
Kích thước lưu trữ nhỏ hơn của hộp băng ROM hạn chế số lượng kết cấu có sẵn. Do đó, nhiều trò chơi sử dụng hộp băng 8 hoặc 12 MB nhỏ hơn nhiều buộc phải kéo căng họa tiết trên các bề mặt lớn hơn. Được kết hợp bởi giới hạn 4.096 byte bộ nhớ kết cấu trên chip, kết quả cuối cùng thường là hình dạng méo mó, không theo tỷ lệ. Nhiều tựa trò chơi có hộp băng 32 hoặc 64 MB lớn hơn đã tránh hoàn toàn vấn đề này, các trò chơi đáng chú ý bao gồm Resident Evil 2, Sin and Punishment: Successor of the Earth, và Conker's Bad Fur Day vì chúng có nhiều dung lượng ROM hơn, cho ra đồ họa chi tiết hơn bằng cách sử dụng nhiều lớp kết cấu trên tất cả các bề mặt.

### Giả lập
Một số trò chơi Nintendo 64 đã được phát hành cho Virtual Console Service của Wii và Wii U có thể chơi với Classic Controller, GameCube controller, Wii U Pro Controller, hoặc Wii U GamePad. Có một số khác biệt giữa các phiên bản này và các phiên bản băng gốc. Ví dụ, các trò chơi chạy ở độ phân giải cao hơn và tốc độ khung hình ổn định hơn so với các đối thủ của Nintendo 64. Tuy nhiên, một số tính năng, chẳng hạn như Rumble Pak, không có sẵn với Wii. Một số tính năng cũng được thay đổi cho các phiên bản Virtual Console. Ví dụ: phiên bản Pokémon Snap của VC cho phép người chơi gửi ảnh qua dịch vụ tin nhắn của Wii, trong khi nội dung trong trò chơi Wave Race 64 đã bị thay đổi do giấy phép của Kawasaki bị hết hạn. Một số trò chơi từ Rare đã được phát hành trên dịch vụ Xbox Live Arcade của Microsoft, bao gồm Banjo-Kazooie, Banjo-Tooie, và Perfect Dark, cũng chính là lý do khiến Rareware được Microsoft mua vào năm 2002. Tuy nhiên một ngoại lệ là Donkey Kong 64, được phát hành vào tháng 4 năm 2015 trên Wii U Virtual Console, do Nintendo giữ lại quyền đối với trò chơi.
Một số trình giả lập không chính thức đã được phát triển để chơi trò chơi Nintendo 64 trên các nền tảng khác, chẳng hạn như PC, Mac và điện thoại di động.

## Phụ kiện
Một số phụ kiện được sản xuất cho Nintendo 64, bao gồm Rumble Pak và Pak Transfer.
Tay cầm có hình dáng như chữ "M", sử dụng cần điều khiển ở trung tâm.  Popular Electronics gọi là hình dạng tay cầm "giống tàu không gian ngoài hành tinh". Trong khi lưu ý rằng ba tay cầm có thể gây nhầm lẫn, tạp chí cho biết "các tay cầm riêng biệt cho các vị trí tay khác nhau cho các loại trò chơi khác nhau".

### 64DD
Nintendo phát hành một nền tảng ngoại vi được gọi là 64DD, trong đó "DD" là viết tắt của "Disk Drive". Kết nối với khe cắm mở rộng ở phần dưới máy, 64DD biến Nintendo 64 thành một thiết bị Internet, một máy trạm đa phương tiện, và một máy chơi game mở rộng. Thiết bị ngoại vi cỡ lớn có thể chơi các game có định dạng dĩa của Nintendo 64, chụp ảnh từ nguồn video ngoài và kết nối với dịch vụ trực tuyến Randnet của Nhật Bản hiện đã không còn tồn tại. Không lâu sau khi phát hành đơn đặt hàng qua thư giới hạn, thiết bị ngoại vi đã ngừng hoạt động. Chỉ phát hành có chín game là Mario Artist (Paint Studio, Talent Studio, Communication Kit và Polygon Studio). Những game khác đã lên kế hoạch cuối cùng cũng được phát hành với định dạng băng hoặc trên các hệ máy khác. 64DD và dịch vụ trực tuyến Randnet đi kèm chỉ phát hành ở Nhật Bản, mặc dù luôn công bố cho cả Châu Mỹ và Châu Âu.

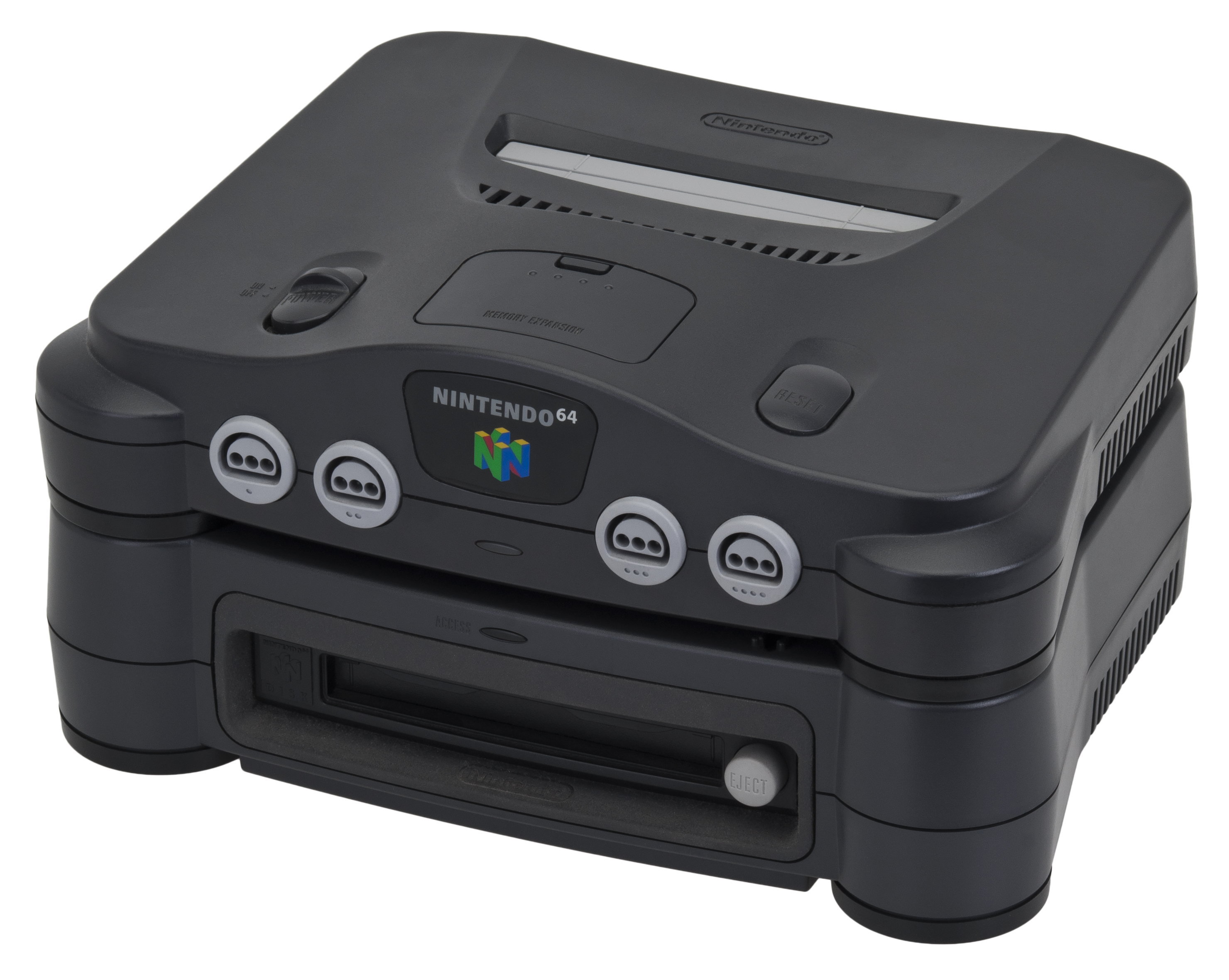
Nintendo 64 với phụ kiện 64DD gắn ở dưới

Để minh họa tầm quan trọng cơ bản của 64DD đối với tất cả quá trình phát triển trò chơi tại Nintendo, nhà thiết kế chính Itoi Shigesato cho biết: "Tôi đã nảy ra rất nhiều ý tưởng vì 64DD. Tất cả mọi thứ đều bắt đầu với 64DD. Chúng tôi không được phép đưa ra nếu chúng tôi không có 64DD ". Miyamoto Shigeru kết luận: "Hầu hết mọi dự án mới cho N64 đều dựa trên 64DD.... trước tiên chúng tôi sẽ tạo trò chơi trên một cuốn băng, sau đó thêm vào công nghệ mà chúng tôi đã trau dồi, để hoàn thiện nó thành phiên bản game 64DD hoàn chỉnh".

## China's Nintendo 64 (IQue Player)
IQue Player phát hành ngày 17 tháng 11 năm 2003 sau khi Trung Quốc cấm máy chơi trò chơi điện tử. Các trò chơi đã phát hành trong vòng đời của IQue Player (từ 2003 đến 2016) là Super Mario 64, The Legend of Zelda: Ocarina of Time, Mario Kart 64, Wave Race 64, Star Fox 64, Yoshi's Story, Paper Mario, Super Smash Bros, F Zero X, Dr. Mario 64, Excitebike 64, Sin and Punishment, Custom Robo và Animal Crossing.

## Tiếp nhận

### Tiếp nhận quan trọng
Nintendo 64 nhận được đánh giá chung tích cực từ các nhà phê bình. Các nhà phê bình khen ngợi đồ họa 3D tiên tiến và lối chơi của máy, trong khi chỉ trích sự thiếu trò chơi. Trên Filter của G4techTV, Nintendo 64 đã được người dùng đăng ký bình chọn lên vị trí số 1.
Vào tháng 2 năm 1996, tạp chí Next Generation đã gọi Nintendo Ultra 64 là "hệ máy bí mật nhất" và "cỗ máy trò chơi mạnh nhất thế giới". Ngày 24 tháng 11 năm 1995 khi máy ra mắt tại Shoshinkai đã được gọi là "sự kiện trò chơi điện tử được mong đợi nhất trong những năm 1990, có thể là mọi thời đại. Tạp chí Time ca ngợi lối chơi kết hợp khá năng xử lý đồ họa cực nhanh, mượt, nhạy, đặc biệt là các trò chơi Super Mario 64. Bài đánh giá ca ngợi " trò chơi hành động được chạy nhanh nhất, mượt nhất, có thể đạt được thông qua cần điều khiển với dịch vụ chuyển động điêu luyện không kém", trong đó "ít nhất một lần, chuyển động trên màn hình đem lại cảm giác như thật".:61 Khi được hỏi liệu game thủ có nên mua Nintendo 64 ngay khi ra mắt hay là nên mua sau hoặc mua một hệ máy cạnh tranh, một hội đồng gồm sáu biên tập viên GamePro đã bỏ phiếu gần như tất cả đều nhất trí với việc mua ngay khi ra mắt; chỉ có một biên tập viên cho rằng những game thủ đã sở hữu PlayStation và có ngân sách hạn chế nên mua máy sau còn tất cả những người khác nên mua ngay khi ra mắt.
Khi ra mắt, Los Angeles Times đã gọi máy là "khá đơn giản, nhanh, hệ máy chơi trò chơi điện tử duyên dáng nhất trên thị trường". Yếu tố hình dạng được mô tả là nhỏ, nhẹ, và "được lắp ráp khá cứng cáp đối với đối tượng trẻ em" không giống như "Sega Saturn tương đối mỏng manh". Tác giả cũng thể hiện sự lo lắng về việc ra mắt một sản phẩm lớn trong một thời gian dài vài năm sẽ làm suy giảm mạnh của thị trường trò chơi điện tử, bài đánh giá cho rằng Nintendo 64 bị trì hoãn nhưng "đáng để chờ đợi" tính đến nỗ lực theo đuổi chất lượng của công ty. "Thiên hướng hoàn hảo" của Nintendo trong việc kiểm soát chất lượng trò chơi đã được ca ngợi, mặc dù làm dấy những lo ngại về việc chỉ có hai tựa trò chơi ra mắt tại cửa hàng bán lẻ và 12 tựa dự kiến vào Giáng sinh. Mô tả các biện pháp khuyến khích kiểm soát chất lượng liên quan đến phát triển dựa trên băng, Times trích dẫn quan điểm của Nintendo rằng các nhà phát triển trò chơi băng có xu hướng "đánh giá cao chất lượng định dạng flash" và lưu ý rằng các tựa trò chơi ra mắt thiếu "phân đoạn live-action kém hoặc âm nhạc làm chưa tới" đây là xu hướng dễ dàng thấy trên các trò chơi CD-ROM. Ca ngợi sự lựa chọn gây tranh cãi của Nintendo về dùng băng với thời gian tải "không tồn tại" và "CD-ROM không thể chuyển tải những hành động liên tục với nhịp độ nhanh", bài đánh giá kết luận rằng "Nintendo 64 dùng băng đem đến tốc độ chóng mặt và đồ họa sắc nét, điều chưa từng có trên máy tính cá nhân, và làm cho các hệ máy dựa trên đĩa 32-bit của Sega và Sony có vẻ hết sức chậm chạp ".
Tạp chí Time cho rằng Nintendo 64 đóng một vai trò quan trọng trong việc giới thiệu trẻ em với công nghệ số trong những năm cuối của thế kỷ 20. Bài báo kết luận bằng cách nói rằng giao diện điều khiển đã cung cấp "cái nhìn đầu tiên về một tương lai nơi mà những máy tính mạnh mẽ sẽ trở nên phổ biến và dễ sử dụng như TV".:73 Máy cũng đã giành được giải thưởng Tiêu điểm năm 1996 cho Công nghệ mới tốt nhất.
Popular Electronics khen ngợi phần cứng của máy, gọi thông số kỹ thuật của nó "khá ấn tượng". Tay cầm "thoải mái, đáp ứng chính xác các điều khiển".
Trong một đánh giá cuối năm 1997, một nhóm năm biên tập viên Electronic Gaming Monthly đ ã lần lượt cho Nintendo 64 điểm số là 8,0, 7,0, 7,5, 7,5 và 9,0. Họ đánh giá cao sức mạnh của phần cứng và chất lượng của các trò chơi bên thứ nhất, đặc biệt là những trò chơi được phát triển bởi các studio nội bộ của Rare và Nintendo, nhưng cũng nhận xét rằng các tựa trò chơi của bên thứ ba hơi tầm thường còn bên thứ nhất thì không đủ để cung cấp cho chủ sở hữu Nintendo 64 những trò chơi hay, ổn định hoặc đủ thể loại
Nhà phát triển Factor 5, người đã tạo ra một số trò chơi công nghệ tiên tiến nhất của hệ máy cùng với các công cụ phát triển âm thanh cho Nintendo, cho biết, "[T] anh N64 thực sự gợi cảm vì nó kết hợp hiệu suất của một máy SGI với một hộp băng. Chúng ta là những người hâm mộ game arcade, và băng vẫn là tốt nhất cho trò chơi arcade hoặc có lẽ là một đĩa CD-ROM thực sự nhanh. Nhưng hiện nay điều này vẫn chưa xảy ra [năm 1998] ".

### Doanh số
Nhu cầu mua Nintendo 64 là rất lớn khi phát hành. Nhà phân tích kinh tế David Cole cho biết "Có những người chiến đấu với nhau chỉ để mua máy từ các cửa hàng". Time gọi sở thích mua hàng này là "điên cuồng như cơn sốt búp bê Bắp cải Cabbage Patch". Tạp chí cho biết những người nổi tiếng như Matthew Perry, Steven Spielberg, và những cầu thủ của đội Chicago Bulls đã gọi điện cho Nintendo để yêu cầu được đặc cách hòng chạm tay vào hệ máy này. Máy chỉ có hai trò chơi khởi chạy nhưng Super Mario 64 nhanh chóng trở thành tựa game chủ lực.
Trong ba ngày đầu tiên trên thọ trường, 350.000-500.000 máy đã được bán sạch. Trong bốn tháng đầu tiên, 500.000 máy được bán hết ở Bắc Mỹ. Nintendo đã vượt qua doanh số của Sony và Sega vào đầu năm 1997 tại Mỹ, vào cuối năm đầu tiên, 3,6 triệu máy bán ra chỉ tại Mỹ, BusinessWire báo cáo doanh thu Nintendo tăng 156% vào năm 1997 nhờ vào Nintendo 64. 
Sau một năm khởi động mạnh mẽ, quyết định sử dụng định dạng băng là đã làm giảm tốc độ phát hành so với đối thủ cạnh tranh, và do đó Nintendo không thể duy trì vị trí dẫn đầu tại Mỹ. Vẫn vượt qua Sega Saturn nhưng đi sau PlayStation
Nỗ lực của Nintendo nhằm đạt được vị thế thống trị trong mùa mua sắm quan trọng vào dịp lễ năm 1997 cũng bị ảnh hưởng bởi sự chậm trễ của trò chơi. Năm trò chơi nổi tiếng của Nintendo dự kiến phát hành vào Giáng sinh năm 1997 (The Legend of Zelda: Ocarina of Time, Banjo-Kazooie, Conker's Quest, Yoshi's Story, và Major League Baseball Featuring Ken Griffey Jr.) đã bị trì hoãn cho đến năm 1998 và Diddy Kong Racing được công bố vào phút cuối với nỗ lực phần nào lấp đầy khoảng trống
Tại Nhật Bản, N64 không thành công, thua PlayStation và thậm chí thua cả Sega Saturn. Itō Benimaru, một nhà phát triển cho Mother 3 và là bạn của Miyamoto Shigeru, lập giả thuyết rằng vào năm 1997, Nintendo 64 ít được ưa chuộng ở Nhật Bản là do thiếu các trò chơi nhập vai.
Nintendo thông báo doanh số phần cứng và phần mềm của máy đã ngưng từ năm 2004, ba năm sau khi ra mắt GameCube; tính đến ngày 31 tháng 12 năm 2009, Nintendo 64 đã bán tổng cộng 5,54 triệu máy tại Nhật Bản, 20,63 triệu ở châu Mỹ và 6,75 triệu ở các khu vực khác, với tổng số 32,93 triệu.

### Kế thừa
Nintendo 64 vẫn là một trong những hệ thống trò chơi video được công nhận nhất trong lịch sử  và những trò chơi mà máy đem đến có tác động không thể xóa nhòa đối với ngành công nghiệp trò chơi; đặc biệt, hệ máy đã sinh ra nhiều nhượng quyền thương mại mới cũng như thiết lập một cộng đồng có tốc độ phát triển mạnh tồn tại cho đến ngày nay. Nhiều tựa trò chơi đã được chuyển hoặc sửa lại để phát hành trên các hệ máy mới hơn.
Thiết kế song song với bộ điều khiển là Super Mario 64 và The Legend of Zelda: Ocarina of Time là các game được các nhà phê bình và công chúng coi là hai trong số những trò chơi hay nhất và có ảnh hưởng nhất mọi thời đại. GoldenEye 007 là một trong những game có ảnh hưởng nhất đối với thể loại game bắn súng.